# Eendracht (Schiff, 1615–1622)
Die Eendracht (deutsch: Eintracht) war ein niederländisches Segelschiff, im Dienste der Niederländischen Ostindien-Kompanie, das im Jahre 1615 gebaut wurde.

## Schiffsbeschreibung
Die Eendracht war ein 1615 in Amsterdam gebauter Dreimaster. Sie hatte eine Tragfähigkeit von 700 Tonnen und war mit 32 Kanonen bewaffnet. An Bord befanden sich circa 200 Mann Besatzung.

## Reisen
Für die Jungfernreise unter Kapitän Dirk Hartog startete die Eendracht am 23. Januar 1616 von Texel nach Batavia (heute Jakarta) in Niederländisch-Indien. Nachdem ein Sturm die Eendracht von ihren Begleitschiffen getrennt hatte, segelte sie alleine vom Kap der Guten Hoffnung durch den Indischen Ozean auf einer südlichen Route, um die Roaring Forties auszunützen. Von der Route abgekommen, sichtete Dirk Hartog am 25. Oktober 1616 mehrere unbewohnte Inseln und dahinter die australische Westküste. Er landete auf der nach ihm benannten Dirk Hartog Island in Bereich von Shark Bay. Es war der zweite Besuch von Europäern in Australien (nach Willem Jansz 1606 im Nordosten von Australien) und der erste in Westaustralien. Danach kartografierte Dirk Hartog die Küste zwischen 26° und 22° südlicher Breite, bevor er im Dezember 1616 Batavia erreichte.
Die Eendracht blieb ein Jahr in ostindische Gewässer, bevor sie am 17. Dezember 1617 von Bantam zurück nach Holland fuhr. Sie erreichte Zeeland am 16. Oktober 1618.
Die zweite Reise der Eendracht führte unter einem nicht näher bekannten Kapitän wieder von Texel (Start am 13. Mai 1619) nach Batavia (Ankunft am 22. März 1620). Danach segelte sie in den ostindische Gewässern, zum Beispiel nach Hirado in Japan im Dezember 1621.
Die Eendracht ging am 13. Mai 1622 während einer lokalen Handelsfahrt vor der Westküste von Ambon in den Molukken unter. Das Schiffswrack wurde bis heute nicht gefunden.